# Venezuela i olympiska sommarspelen 1980
Venezuela deltog med 37 deltagare vid de olympiska sommarspelen 1980 i Moskva. Totalt vann de en silvermedalj.

## Medaljer

### Silver
- Bernardo José Pinango - Boxning, bantamvikt.

## Boxning
Lätt flugvikt
- Pedro Manuel Nieves
  - Första omgången — Besegrade Singkham Phongprathith (Laos) efter att domaren stoppade matchen i den första omgången
  - Andra omgången — Förlorade mot Dietmar Geilich (Östtyskland) på poäng (0-5)

Flugvikt
- Ramon Armando Guevara
  - Första omgången — Besegrade Nyama Narantuya (Mongoliet) på poäng (5-0)
  - Andra omgången — Förlorade mot Yo Ryon-Sik (Nordkorea) på poäng (1-4)

Bantamvikt
- Bernardo Piñango →  Silver
  - Första omgången — Bye
  - Andra omgången — Besegrade Ernesto Alguera (Nicaragua) på poäng (4-1)
  - Tredje omgången — Besegrade Veli Koota (Finland) efter diskvalificering i den andra omgången
  - Kvartsfinal — Besegrade John Siryakibbe (Uganda) efter knock-out i den andra omgången
  - Semifinal — Besegrade Dumitru Cipere (Rumänien) på poäng (3-2)
  - Final — Förlorade mot Juan Hernández (Kuba) på poäng (0-5)

Fjädervikt
- Antonio Esparragoza
  - Första omgången — Bye
  - Andra omgången — Förlorade mot Peter Joseph Hanlon (Storbritannien) på poäng (1-4)

Lättvikt
- Nelson René Trujillo
  - Första omgången — Förlorade mot Sean Doyle (Irland) efter att domaren stoppade matchen i den andra omgången

Lätt weltervikt
- Nelson José Rodriguez
  - Första omgången — Förlorade mot John Munduga (Uganda) på poäng (1-4)

## Cykling
Herrarnas linjelopp
- Jesús Torres
- Mario Medina
- Olinto Silva
- Juan Arroyo

Herrarnas lagtempolopp
- Claudio Pérez
- Olinto Silva
- Juan Arroyo
- Mario Medina

## Fotboll
Herrar
Gruppspel
|               | Spelade | Vinster | Oavgjorda | Förluster | Gjorda mål | Insläppta mål | Poäng |
| ------------- | ------- | ------- | --------- | --------- | ---------- | ------------- | ----- |
| Sovjetunionen | 3       | 3       | 0         | 0         | 15         | 1             | 6     |
| Kuba          | 3       | 2       | 0         | 1         | 3          | 9             | 4     |
| Venezuela     | 3       | 1       | 0         | 2         | 3          | 7             | 2     |
| Zambia        | 3       | 0       | 0         | 3         | 2          | 6             | 0     |

## Friidrott
Herrarnas 800 meter
- William Wuycke
  - Heat — 1:48,5
  - Semifinal — 1:47,4 (→ gick inte vidare)